# Ácido graso omega 3

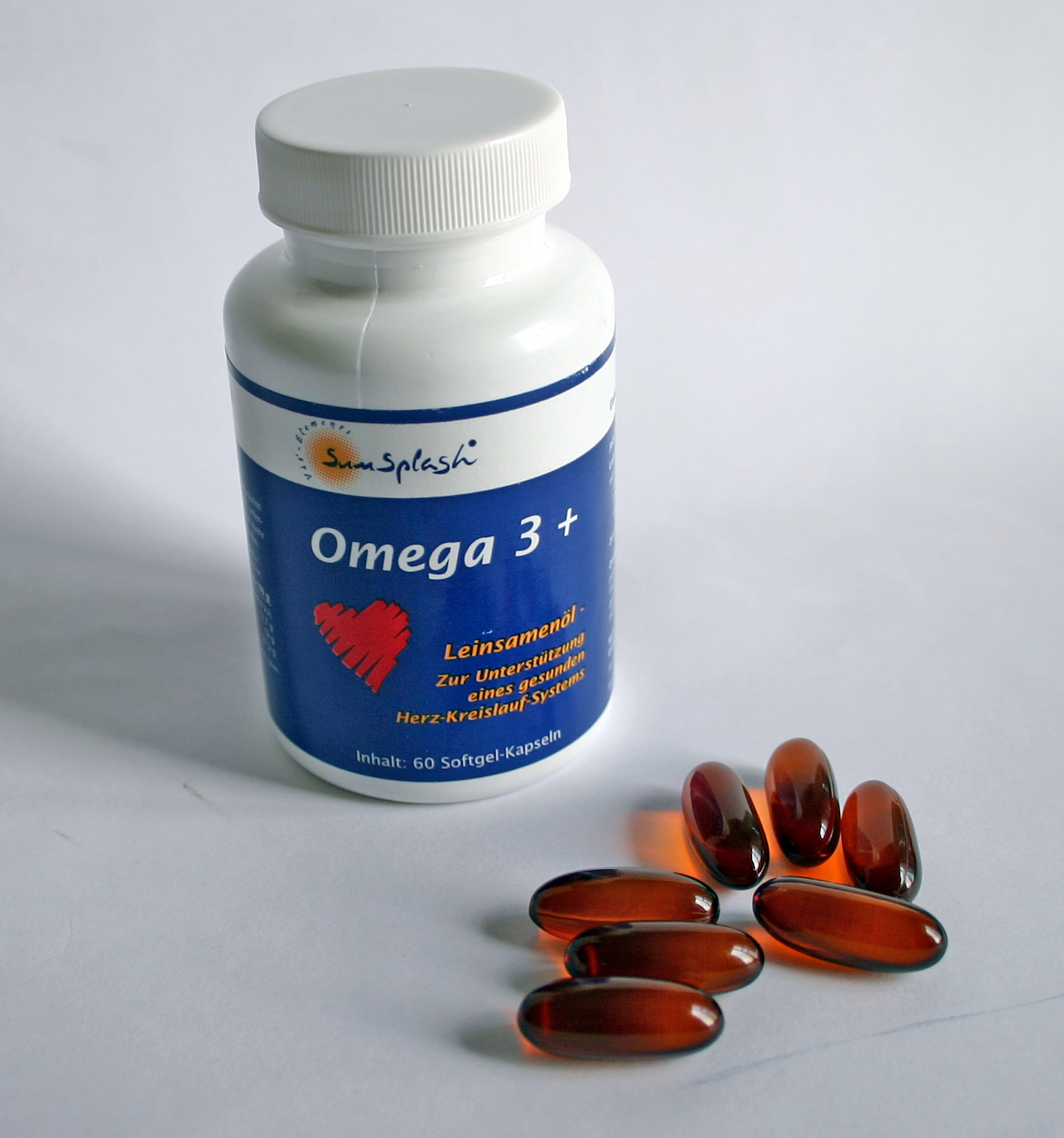
Aunque los ácidos grasos omega-3 se encuentran en el pescado azul, a veces se toman en forma de suplemento dietético.

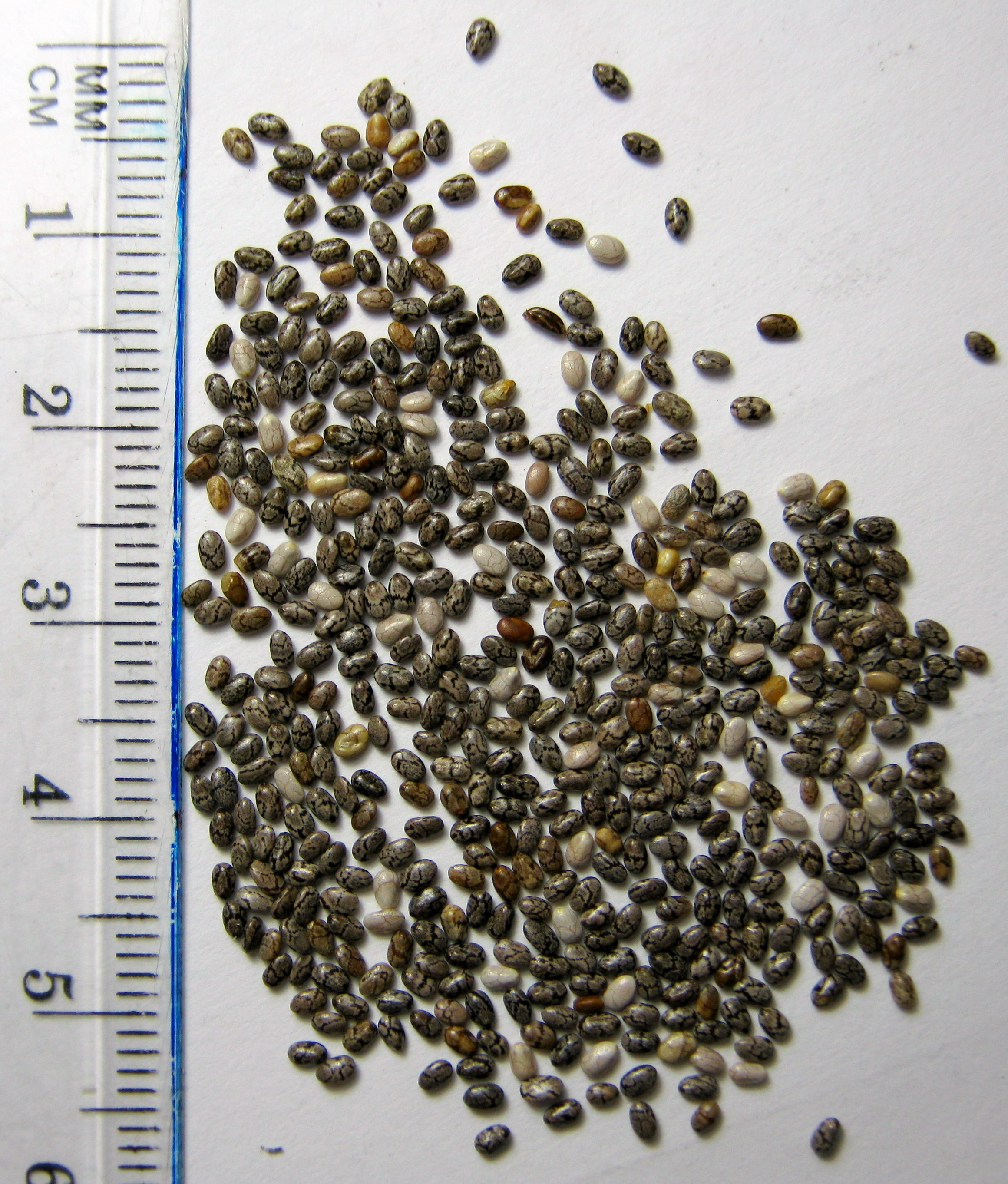
En el mundo vegetal y con un porcentaje del 58-65% en omega-3, las semillas de Salvia hispánica (Chía) posee la concentración más alta de omega-3 conocida hasta el momento.

Los ácidos grasos omega-3 (ω-3) son un grupo de ácidos grasos poliinsaturados de cadena larga y de cadena muy larga que se encuentran en alta proporción en los tejidos del  pescado azul y ciertos mariscos y en algunas fuentes vegetales tales como el aceite de soja, el aceite de canola, las nueces y las semillas de linaza.

## Características dietéticas
Se ha demostrado experimentalmente que el consumo de grandes cantidades de omega-3 aumenta considerablemente el tiempo de coagulación de la sangre, lo cual explica por qué en comunidades que consumen muchos alimentos con omega-3 (inuit, japoneses, etc.) la incidencia de enfermedades cardiovasculares es sumamente baja. Otro estudio concluyó que la ingesta dietética de ácidos grasos ω-3 reduce modestamente el curso de la arteriosclerosis coronaria en humanos.
Algunas experiencias sugieren que el consumo de omega-3 tiene efectos beneficiosos sobre el cerebro. También hay estudios que sugieren que el consumo de omega 3 durante del embarazo puede tener una buena influencia en el bebé Un metaanálisis publicado en JAMA Network Open sugiere que puede disminuir la ansiedad. Altas cantidades podrían disminuir los efectos de la depresión, e incluso grupos de niños en edad escolar aumentaron notablemente su rendimiento después de ingerir pastillas con aceite de pescado rico en omega 3. 
Ciertos alimentos funcionales (como la leche de vaca, la leche de soja o los huevos) son enriquecidos artificialmente con omega-3.

## Tipos
Existen seis tipos de ácidos grasos omega-3, siendo la base de todos ellos el ácido linolénico (LNA). Los dos primeros tipos son de cadena corta y el resto de cadena larga.
| Nombre común                               | Nombre del lípido | Nombre químico                       |
| ------------------------------------------ | ----------------- | ------------------------------------ |
| Ácido hexadecatrienoico (HTA)              | 16:3 (n-3)        | hexadeca-7,10,13-trienoico           |
| Ácido alfa-linolénico (ALA)                | 18:3 (n-3)        | octadeca-9,12,15-trienoico           |
| Ácido estearidónico (SDA)                  | 18:4 (n-3)        | octadeca-6,9,12,15-tetraenoico       |
| Ácido eicosatetraenoico (ETA)              | 20:4 (n-3)        | eicosa-8,11,14,17-tetraenoico        |
| Ácido eicosapentaenoico (EPA)              | 20:5 (n-3)        | eicosa-5,8,11,14,17-pentaenoico      |
| Ácido docosapentaenoico (DPA)              | 22:5 (n-3)        | docosa-7,10,13,16,19-pentaenoico     |
| Ácido docosahexaenoico (DHA)               | 22:6 (n-3)        | docosa-4,7,10,13,16,19-hexaenoico    |
| Ácido tetracosapentaenoico                 | 24:5 (n-3)        | tetracosa-9,12,15,18,21-pentaenoico  |
| Ácido tetracosahexaenoico (ácido nisínico) | 24:6 (n-3)        | tetracosa-6,9,12,15,18,21-hexaenoico |

## Omega-6 compite con omega-3 en el organismo humano
Los ácidos grasos omega-6 también son esenciales, pero tienden a consumirse en exceso en las dietas modernas, sobre todo por su inclusión en productos de comida elaborada. Los estudios han demostrado que ambos ácidos grasos no sólo hay que tomarlos en cantidades suficientes, además hay que guardar una cierta proporción entre ambos tipos. Se encontró que los humanos evolucionaron consumiéndolos en una proporción de uno a uno, por lo que ésta sería la proporción óptima que brinda numerosos beneficios para la salud.
Sin embargo algunos estudios de nutrición demuestran que las dietas occidentales, más aún la típica estadounidense, pueden tener proporciones de 10:1 (omega-6:omega-3) e incluso hasta de 30:1, lo cual tiene consecuencias negativas para la salud. Disminuyendo esta razón al menos a 5:1 beneficia a los asmáticos, de 4:1 ayuda a prevenir enfermedades cardiovasculares hasta en un 70%, de 2-3:1 artritis reumatoide y cáncer colorrectal. Recientes estudios publicados en Psychosomatic Medicine (equipo dirigido por la Dra. Janice K. Kiecolt-Glaser, de la Universidad Estatal de Ohio), hallaron que cuanto más alto era el nivel de ácidos grasos omega 6 en la sangre de los participantes en el estudio, más probabilidades tenían de sufrir síntomas de depresión y tener altos niveles de sustancias sanguíneas inflamatorias (sustancias que incluyen el factor alfa de necrosis tumoral y la interleukina 6).